# Turtle River (afluent del Mississipi)
Turtle River és un riu de Minnesota afluent del Mississipi i formalment es creia que era la capçalera d'aquest riu. El seu curs amida unes 49 milles (79 km) i creua el comtat de Beltrami.